# Clavularia repens
Clavularia repens is een zachte koraalsoort uit de familie Clavulariidae. De koraalsoort komt uit het geslacht Clavularia. Clavularia repens werd in 1906 voor het eerst wetenschappelijk beschreven door Thomson & Henderson. 